# .pf
.pf為法国海外领地法屬玻里尼西亞的國家及地區頂級域（ccTLD）。該域名於1996 年 3 月 19 日啟用。大多数申請人可以申請直接二級域名，只有 .com.pf之下的三級域名才對外開放註冊。

## 外部連結
- IANA .pf whois information（页面存档备份，存于）
- .pf registration rules
- .pf domain application form